# Tartarello
Il Tartarello  era un piccolo torrente della Lombardia che scorreva nella provincia di Mantova, nella zona dell'Alto Mantovano, oggi del tutto scomparso.
Nasceva a nord di Castel Goffredo in località Silvello a seguito di una deviazione del torrente Fuga e confluiva, incanalato, dopo 3  km nella Fuga stessa a sud della città, dopo averne attraversato il centro storico.

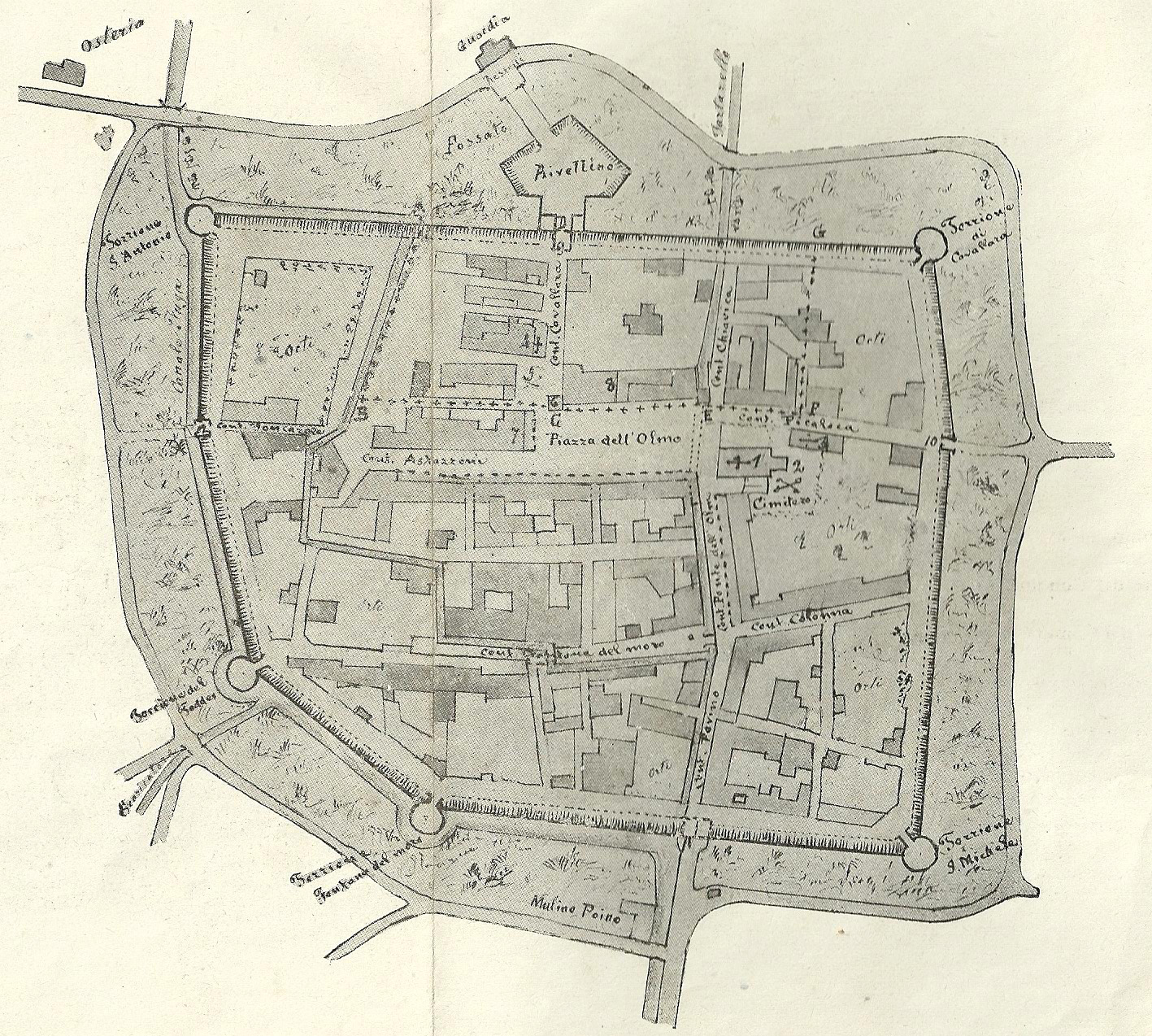
La città fortezza di Castel Goffredo all'inizio del Cinquecento

Nel XV secolo attraversava, parzialmente scoperto, la Piazza dell'Olmo (ora Piazza Mazzini), contrada Ponte dell'Olmo e contrada Povino (ora via Andrea Botturi). Assieme al torrente Fuga alimentava il fossato che cingeva il perimetro della città-fortezza di Castel Goffredo nel Medioevo.